# Sokodé
Sokodé è una città del Togo, situata nella Regione Centrale, 339 km a nord della capitale Lomé, in un altopiano di modesta altezza, a 20 km dal fiume Mono. Con i suoi 86 500 abitanti (censimento 2004) è la seconda città più popolosa del paese dopo Lomé. È il centro commerciale delle aree agricole circostanti.